# Rhinoptilus cinctus
Rhinoptilus cinctus е вид птица от семейство Glareolidae.

## Разпространение
Видът е разпространен в Ангола, Ботсвана, Етиопия, Замбия, Зимбабве, Кения, Намибия, Сомалия, Судан, Танзания, Уганда и Южна Африка.